# Мадона деле Грације (Ливорно)
Мадона деле Грације је насеље у Италији у округу Ливорно, региону Тоскана.
Према процени из 2011. у насељу је живело 16 становника. Насеље се налази на надморској висини од 7 м.